# Верхне-Никульское
Верхне-Никульское — село в Некоузском районе Ярославской области. 
В рамках организации местного самоуправления входит в Веретейское сельское поселение, в рамках административно-территориального устройства — в состав Веретейского сельского округа.

## География
Расположено на левом берегу р. Ильд в 6 км на юг от центра поселения посёлка Борок и в 22 км на северо-восток от райцентра села Новый Некоуз.

## История
В начале XIII в. территория, где сейчас располагается село Верхне-Никульское, принадлежала Ярославскому княжеству. В 1321 г. выделилось Мологское княжество, которому принадлежали земли от Мышкина до Устюжны, а в 1471 г. это княжество вошло в состав Русского централизованного государства. Сильно пострадали Мологские земли в XVII в. во время набегов поляков и литовцев. После районирования Ярославской губернии в 1777 г. земли современного села Верхне-Никульское вошли в состав Мологского уезда.
Более-менее точная информация о владельцах села появляется лишь с XVIII в., однако существует предание, согласно которому Верхне-Никульское в XVI в. принадлежало знатному роду Ярославского княжеского рода – князьям Солнцевым, ведущим свое начало от Рюрика. По преданию, на левом берегу Ильди у Солнцевых был большой дом с колоннами, который окружал парк, а на правом берегу реки жили крепостные крестьяне.
Далее версии об истории села разделяются. Согласно одной, Солнцевы владели селом вплоть до конца XVIII столетия, до тех пор, пока владелец Верхне-Никульского, князь И.А. Солнцев, не разорился и пропал без вести. Далее, в конце XVIII – самом начале XIX вв., село приобретает граф А.И. Мусин-Пушкин, первооткрыватель «Слова о полку Игореве». После его смерти в 1817 г. село, по всей видимости, наследует его сын И.А. Мусин-Пушкин, а вот что дальше – неизвестно.
Другая версия говорит о том, что в начале XVIII в. владельцем Верхне-Никульского (а заодно и других земель современного Некоузского района) был князь М.М. Голицын. После его смерти село отошло сыну, Н.М. Голицину, а затем – внучке Анне, бывшей тогда замужем за А.А. Мусиным-Пушкиным. В 1807 г. Анна Николаевна продает село отставному подпоручику Егору Алексееву. После его смерти в 1829 г. село отходит дочери Вере и ее мужу А.П. Щепочкину. Последний любил развлекаться с крестьянскими девушками, что крайне не нравилось его крепостным, и в 1840 г. был совершен террористический акт, в результате которого супружеская пара погибла. На их похороны собралось огромное количество людей – похоронная процессия растянулась от усадьбы Борок до кладбища в селе Верхне-Никульском.  Присутствовал губернатор Ярославля, уездное начальство Мологи, графы Мусины-Пушкины, князья Волконские, Глебовы, Щепочкины, Соковнины, а также крестьяне с окрестных деревень.
Далее, вплоть до революции, селом владели потомки Щепочкиных, среди которых был академик Н.А. Морозов, в молодости деятель революционного движения. В первые годы советской власти сохранялось дореволюционное деление Ярославской губернии, а с 1929 г. село Верхне-Никульское вошло в состав Некоузского района. С 2006 г. оно входит в состав Веретейского сельского поселения, являющегося частью Некоузского района.

## Население
| 1859 | 2002 | 2007 | 2010 |
| ---- | ---- | ---- | ---- |
| 212  | ↘68  | ↘49  | ↘47  |

## Достопримечательности
В селе расположена действующая Церковь Троицы Живоначальной (1806).